# Rabaul
Rabaul es una ciudad portuaria situada en la provincia de Nueva Bretaña del Este, en la isla de Nueva Bretaña, en el país de Papúa Nueva Guinea. Nueva Bretaña es una isla situada a unos 60 kilómetros al este de la isla de Nueva Guinea. Rabaul fue la capital de la provincia y el asentamiento más importante de la provincia hasta que fue destruida en 1994 por la caída de cenizas de una erupción volcánica.
Durante la erupción, la ceniza se envió a miles de metros en el aire y la posterior lluvia de cenizas causó que el 80 % de los edificios de Rabaul se colapse. Después de la erupción la capital se trasladó a Kokopo, a unos 20 kilómetros (12 millas) de distancia. Rabaul está continuamente amenazada por la actividad volcánica debido a haber sido construido en el borde de la caldera de Rabaul, una caldera inundada de un gran escudo piroclástico.

## Historia
La empresa Johan Cesar Godeffroy & Sohn, de Hamburgo, empezó a comerciar con copra y otros productos del coco en la costa norte del este de Nueva Guinea para satisfacer la enorme demanda europea de copra. Capitanes alemanes y el ornitólogo Otto Finsch tomaron posesión de zonas de la costa norte de Nueva Guinea Oriental izando banderas. Rabaul fue fundada en el puerto de Simpson por la administración colonial alemana, con amplias avenidas y grandes jardines. En Rabaul también había un jardín botánico, fundado en 1906. Desde 1909 fue la sede del gobernador de la Nueva Guinea Alemana. Era además una base para el Escuadrón de Asia Oriental de la Armada Imperial. En 1914, durante la I Guerra Mundial pasó a manos de Australia. Fue la ciudad más grande del territorio hasta la erupción volcánica de 1937 y la capital hasta 1945.
La ciudad jugó un papel importante en la Guerra del Pacífico durante la Segunda Guerra Mundial en los combates entre Japón y Estados Unidos. El 23 de enero de 1942, la División Japonesa del Mar del Sur aplastó a la pequeña guarnición australiana estacionada allí en la Batalla de Rabaul y expandió la ciudad hasta convertirla en una fortaleza y una gigantesca base de suministros, en parte subterránea. Allí, el ejército japonés hizo cavar túneles con una longitud total de más de 500 km a lugareños y prisioneros de guerra de Singapur, que sirvieron como depósitos de suministros, campamentos temporales de tropas y también como hospitales (solo 15 de ellos). Uno tenía más de cuatro kilómetros de largo y capacidad para albergar a 2.500 pacientes. También había cinco pistas, una estación para hidroaviones, una base de submarinos y un puerto militar. Rabaul estuvo en ocasiones ocupada por hasta 200.000 soldados. Sufrió un intenso bombardeo por las fuerzas aliadas en 1944.
Después de la guerra y hasta 1960 aproximadamente, Rabaul floreció gracias a los altos precios de la copra. Era la ciudad más importante de la región, fue capital de provincia hasta que en el año 1994 una erupción del volcán Rabaul la destruyó en gran parte. El número de víctimas fue escaso, pero la ciudad tuvo que ser evacuada y la mayoría de sus habitantes se trasladaron a Kokopo, localidad que se encuentra a unos 20 km de Rabaul, convirtiéndose en la nueva capital provincial. Actualmente Rabaul está siendo lentamente reconstruida.

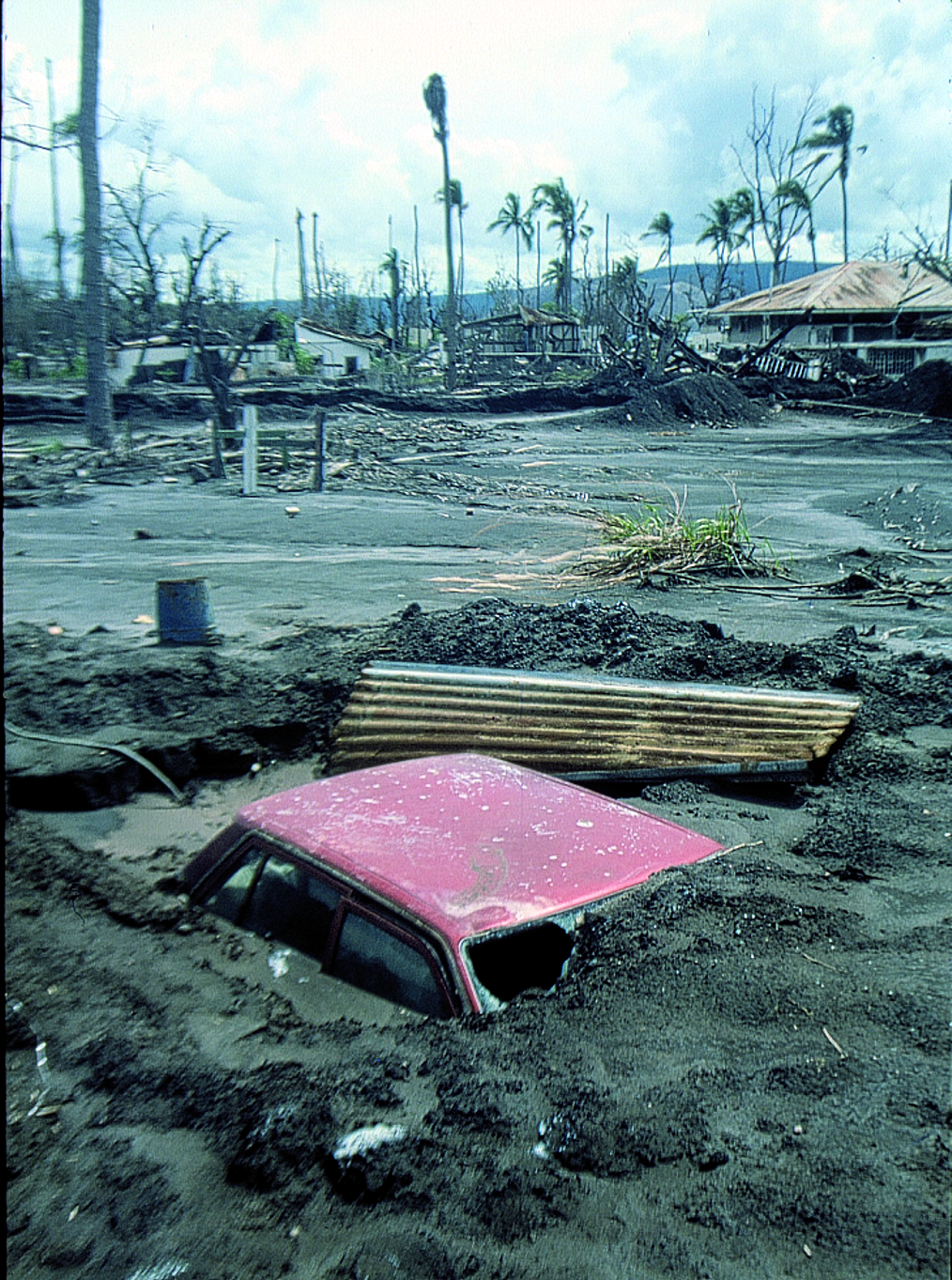
Rabaul luego de la erupción volcánica de 1994.

El 19 de septiembre de 1994, nuevamente Tavurvur y Vulcan entraron en erupción, destruyendo el aeropuerto y cubriendo la mayor parte de la ciudad con una fuerte lluvia de ceniza. La mayoría de las edificaciones de la mitad sureste de Rabaul se derrumbaron debido al peso de las cenizas sobre sus tejados. Rabaul se está reconstruyendo lentamente dentro de la zona de peligro. Vulcan ha permanecido tranquilo desde 1994, pero las erupciones pequeñas y grandes del cercano Tavurvur ocurren de manera intermitente, siendo la más reciente la más reciente el 29 de agosto de 2014.